# Challenge to Lassie
Challenge to Lassie é um filme de comédia dramática estadunidense dirigido por Richard Thorpe e lançado em 31 de outubro de 1949, pela MGM Studios. Foi o quinto longa-metragem estrelado pela cadela Lassie, personagem fictício criado pelo autor britânico Eric Knight.

## Elenco
- Pal (creditado como "Lassie") como Lassie
- Donald Crisp como Jock Gray
- Edmund Gwenn como John Traill
- Geraldine Brooks como Susan Brown
- Reginald Owen como Sargento Davie
- Alan Webb como James Brown
- Ross Ford como William Traill
- Henry Stephenson como Sir Charles Loring
- Alan Napier como Lord Provost
- Sara Allgood as Sra MacFarland
- Edmund Breon as Magistrado
- Arthur Shields as Doutor Lee
- Lumsden Hare as Sr MacFarland
- Charles Irwin as Sargento-Major
- Vernon Downing como Soldado
- Matthew Boulton como Açougueiro
- Gordon Richards as Constable
- Harry Cording como Adam (sem créditos)
- Al Ferguson como participação (sem créditos)
- Olaf Hytten como Reeves (sem créditos)

## Disponibilidade
Challenge to Lassie foi lançado em VHS em 15 de julho de 1997 como parte da série Lassie Collection. Uma segunda versão em VHS foi lançada em 1º de setembro de 1998. Nenhuma versão em DVD foi lançada, no entanto, o filme vai ao ar periodicamente no Turner Classic Movies.